# Провулок Ушинського (Київ)
Прову́лок Уши́нського — провулок у Солом'янському районі міста Києва, місцевість Чоколівка. Пролягає від Святославської вулиці до вулиці Березовського. 
Прилучаються вулиці Новгород-Сіверська та Васильченка.

## Історія
Провулок виник у 1-й чверті XX століття. Мав назву Украї́нський прову́лок. Сучасна назва на честь російського педагога й правознавця Костянтина Ушинського — з 1955 року.